# Ианнуччи, Армандо
Армандо Джованни Ианнуччи (англ. Armando Giovanni Iannucci, /ɑrˈmændoʊ jəˈnuːtʃi/; род. 28 ноября 1963 года, Глазго, Шотландия, Великобритания) — шотландский сатирик, режиссёр, писатель и радиоведущий. Офицер ордена Британской империи (OBE). Номинант на премию Оскар.
Знаменит работой над фильмами «В петле», «Смерть Сталина» и «История Дэвида Копперфилда», а также сериалами «Гуща событий», «Вице-президент» и «Авеню 5».

## Ранняя жизнь
Ианнуччи родился в Глазго. Его отец, которого также звали Армандо, был родом из Неаполя, а мать родилась в Глазго в итальянской семье. Перед эмиграцией отец Ианнуччи ещё подростком писал для антифашистской газеты, а в 17 лет присоединился к итальянским партизанам. Он приехал в Шотландию в 1950 году и управлял пиццерией в Спрингберне.
У Ианнуччи есть два брата и сестра. Дом, где он рос, находился рядом с домом актёра Питера Капальди (в будущем они не раз будут работать вместе); но хотя их родители хорошо знали друг друга, Ормандо и Питер в детстве не были друг другу представлены.
В подростковом возрасте Ианнуччи всерьёз задумался о том, чтобы стать римско-католическим священником. Он учился в Университете Глазго, а затем в Оксфордском университете, но оставил дипломную работу о Джоне Мильтоне, чтобы начать карьеру в комедии.

## Карьера
После создания нескольких программ на BBC Scotland в начале 1990-х годов, таких как «No 'The Archie McPherson Show», Армандо переехал в Лондон, чтобы работать на BBC Radio 1, где его коллегами стали комики, с которыми Ианнуччи будет сотрудничать на протяжении многих лет (в их числе Давид Шнайдер, Питер Бейнхэм, Стив Куган и Ребекка Фронт).
Широкую известность Ианнуччи получил, будучи продюсером программы «On the Hour» на Radio 4, которая впоследствии перешла на телевидение под названием «The Day Today». Персонаж из этого сериала, Алан Партридж, появится позднее в ряде телевизионных и радиопрограмм Ианнуччи, в том числе «Knowing Me Knowing You with Alan Partridge» и «I'm Alan Partridge». Ианнуччи также работал над шоу «The Saturday Night Armistice», а в 2001 году создал собственное шоу, «The Armando Iannucci Shows» для Channel 4. Это был восьмисерийный сериал, написанный Армандо в соавторстве с Энди Райли и Кевином Сесилом, в котором автор обыгрывал свои псевдофилософские и шутливые идеи.
В 2005 году Ианнуччи вернулся на BBC, чтобы взяться за работу над политическим ситкомом «Гуща событий» и мокьюментари «Time Trumpet». Получив финансирование от UK Film Council, в 2009 году он срежиссировал художественный фильм «В петле» с персонажами из «Гущи событий». После выхода этих работ обозреватель «The Daily Telegraph» назвал его «мастером политической сатиры». За работу над комедией «В петле» Армандо был номинирован на премию Оскар. Кроме того, картина заработала две номинации на премию BAFTA.
Ианнуччи был продюсером и сценаристом сериала «Вице-президент» (2012—2019), транслируемом на канале HBO. Шоу получило несколько премий Эмми.
В 2017 году состоялась мировая премьера второго полнометражного фильма Ианнуччи «Смерть Сталина». Он выступил режиссёром и сценаристом комедии, основанной на графическом романе. В России картина так и не вышла в широкий прокат; за два дня до старта Министерство культуры отозвало её прокатное удостоверение. При этом лента получила премию Международной федерации кинопрессы как лучший фильм кинофестиваля в Турине в 2017 году, премию Европейской киноакадемии 2018 года в номинации «Лучшая комедия», а актёр Саймон Рассел Бил и некоторые другие участники съёмочный группы были награждены за работу в картине премией британского независимого кино. Главные роли в фильме исполнили Стив Бушеми, Саймон Расселл Бил, Джейсон Айзекс, Руперт Френд и Ольга Куриленко.
5 сентября 2019 года на международном кинофестивале в Торонто впервые был показан фильм Ианнуччи «История Дэвида Копперфилда». Главную роль в картине исполнил Дев Патель. Также в фильме сыграли Питер Капальди, Хью Лори, Тильда Суинтон и Бен Уишоу.
В 2020 году вышел фантастический телесериал Ианнучи «Авеню 5» с Хью Лори. Известно, что он продлён на второй сезон.

## Другое
Ианнуччи также работал над веб-проектом «Smokehammer», а в 1997 году выпустил книгу «Факты и фантазии», составленную из его газетных колонок, которая была превращена в сериал на BBC Radio 4.
Он выступал на Radio 3, рассказывая о классической музыке, одной из своих страстей, и сотрудничал с композитором Дэвидом Савером при работе над опереттой Skin Deep, премьера которой состоялась в Opera North 16 января 2009 года. Он также представил три программы для BBC Radio 3, в том числе Mobiles Off!, 20-минутный сегмент по классическому концертному этикету. Ианнуччи был постоянным обозревателем музыкального журнала «Граммофон». Книга его сочинений о классической музыке «Hear Me Out» была опубликована в 2017 году.
В 2012 году было объявлено, что он пишет свой первый роман «Язык Интернационала» — сатирическую фантазию о продвижении «коммерческого языка».

## Признание
Ианнуччи получил две премии Sony Radio Awards и три премии British Comedy Awards. В 2003 году он был включён в список «Observer» как один из 50 самых смешных воплощений британской комедии.
В январе 2006 года Ианнуччи был назначен приглашённым профессором News International Broadcast Media в Оксфордском университете, где он прочитал серию из четырёх лекций под названием «Британская комедия — мёртвая или живая?».
В июне 2011 года он был награждён почётным званием доктора литературы Университета Глазго. И в том же году получил Премию Гильдии писателей Великобритании.
Он был назначен офицером Ордена Британской империи (OBE) в 2012 году в честь своего дня рождения за заслуги в области радиовещания.
В июле 2012 года Ианнуччи получил почётную докторскую степень (DLitt) в Университете Эксетера.

## Личная жизнь
В 1990 году Армандо женился на Рейчел Джонс, с которой познакомился, когда она проектировала освещение для его персонального шоу в Оксфорде. У пары — два сына и дочь. В настоящее время они живут в Хартфордшире.
Ианнуччи является покровителем общества «Серебряная Звезда», благотворительной организации, оказывающей поддержку женщинам с проблемной беременностью.

## Фильмография

### Кино
| Название                   | Год  | Деятельность | Деятельность | Деятельность   | Деятельность | Деятельность |
| Название                   | Год  | Режиссёр     | Сценарист    | Продюсер       | Появление    | Роль         |
| -------------------------- | ---- | ------------ | ------------ | -------------- | ------------ | ------------ |
| Истории подземки           | 1999 | Да           | Да           |                |              |              |
| В петле                    | 2009 | Да           | Да           |                |              |              |
| Алан Партридж: Альфа Отец  | 2013 |              | Да           | Исполнительный |              |              |
| Смерть Сталина             | 2017 | Да           | Да           |                |              |              |
| История Дэвида Копперфилда | 2019 | Да           | Да           | Да             |              |              |

### Телевидение
| Название                                   | Год       | Деятельность | Деятельность | Деятельность   | Деятельность | Деятельность    |
| Название                                   | Год       | Режиссёр     | Сценарист    | Продюсер       | Появление    | Роль            |
| ------------------------------------------ | --------- | ------------ | ------------ | -------------- | ------------ | --------------- |
| Up Yer News                                | 1990      |              | Да           |                | Да           |                 |
| The Day Today                              | 1994      |              | Да           | Да             | Да           | Хеллвин Баллард |
| Knowing Me Knowing You with Alan Partridge | 1994      |              | Да           | Да             |              |                 |
| The Saturday Night Armistice               | 1995-1999 |              | Да           |                | Да           | Ведущий         |
| I'm Alan Partridge                         | 1997-2002 | Да           | Да           | Да             |              |                 |
| Clinton: His Struggle with Dirt            | 1998      | Да           | Да           | Да             | Да           | Сам             |
| The Armando Iannucci Shows                 | 2001      | Да           | Да           | Да             | Да           | Ведущий         |
| Gash                                       | 2003      |              | Да           |                | Да           | Ведущий         |
| Britain's Best Sitcom                      | 2004      |              |              |                | Да           | Ведущий         |
| 2004: The Stupid Version                   | 2004      | Да           | Да           | Да             | Да           | Ведущий         |
| Have I Got News for You                    | 2004-2017 |              |              |                | Да           | Панелист        |
| Гуща событий                               | 2005-2012 | Да           | Да           | Да             |              |                 |
| Time Trumpet                               | 2006      | Да           | Да           | Да             | Да           | Сам             |
| Comics Britannia                           | 2007      |              |              |                | Да           | Рассказчик      |
| Lab Rats                                   | 2008      |              |              | Исполнительный |              |                 |
| Milton’s Heaven and Hell                   | 2009      |              | Да           |                | Да           | Ведущий         |
| Genius                                     | 2009      |              |              | Исполнительный |              |                 |
| Stewart Lee's Comedy Vehicle               | 2009-2011 |              |              | Исполнительный | Да           | Сам             |
| Mid Morning Matters with Alan Partridge    | 2010-2011 |              | Да           | Исполнительный |              |                 |
| Armando’s Tale of Charles Dickens          | 2012      |              | Да           |                | Да           | Ведущий         |
| Hunderby                                   | 2012      |              |              | Исполнительный |              |                 |
| Вице-президент                             | 2012-2019 | Да           | Да           | Исполнительный |              |                 |
| Авеню 5                                    | с 2020    | Да           | Да           | Исполнительный |              |                 |